# Kazimierz Lubelski
Kazimierz Lubelski (ur. 5 lipca 1925 – zm. 10 października 1988 w Warszawie) – polski koszykarz, reprezentant kraju, multimedalista mistrzostw Polski.

## Osiągnięcia

### Klubowe
- Mistrz Polski (1956[1], 1957)
- Wicemistrz Polski (1955)
- Brązowy medalista mistrzostw Polski (1952)[2]
- Finalista pucharu Polski (1952, 1957)